# 清閑亭
清閑亭（せいかんてい）は、神奈川県小田原市にある歴史的建造物。1906年（明治39年）に神奈川県足柄下郡小田原町（現：神奈川県小田原市南町）に建てられた政治家・侯爵黒田長成の別邸である。

## 概要
旧小田原城三の丸外郭土塁の南向き傾斜地に立地。現在、敷地が国の史跡（小田原城跡の一部）、母屋が国の登録有形文化財となり保全・公開されている。
母屋は数寄屋造りの平家・二階家が雁行に連なる。平家部分は造営当初のものとされ関東大震災をくぐりぬけた貴重な建築である。また板絵襖や欄間、網代組天井などの意匠も優れ、NHK制作『美の壺』でとりあげられた。
母屋は真鶴半島や大島を望む相模湾と箱根山の景勝に恵まれるほか、よく保存された旧小田原城三の丸外郭土塁を確認することができる。現在土塁上に残される庭園は松を主体とする芝庭で、松林が連なる海と山を借景として巧みにとりこんだものである。
毎年、黒田長成侯爵の命日である8月14日に、侯爵をしのぶ『桜谷忌』が催されている。

## 経緯

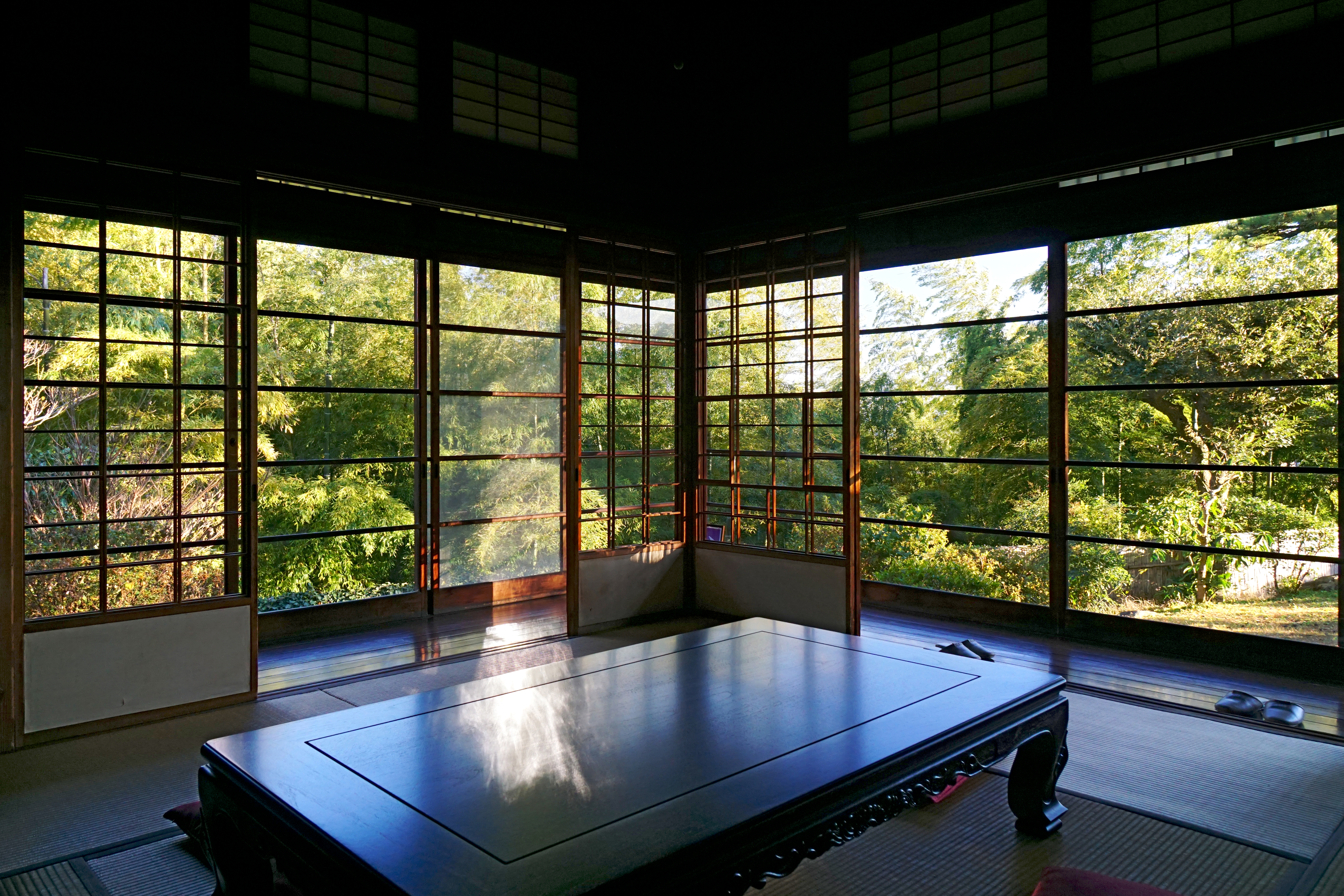
内観、1階の客間

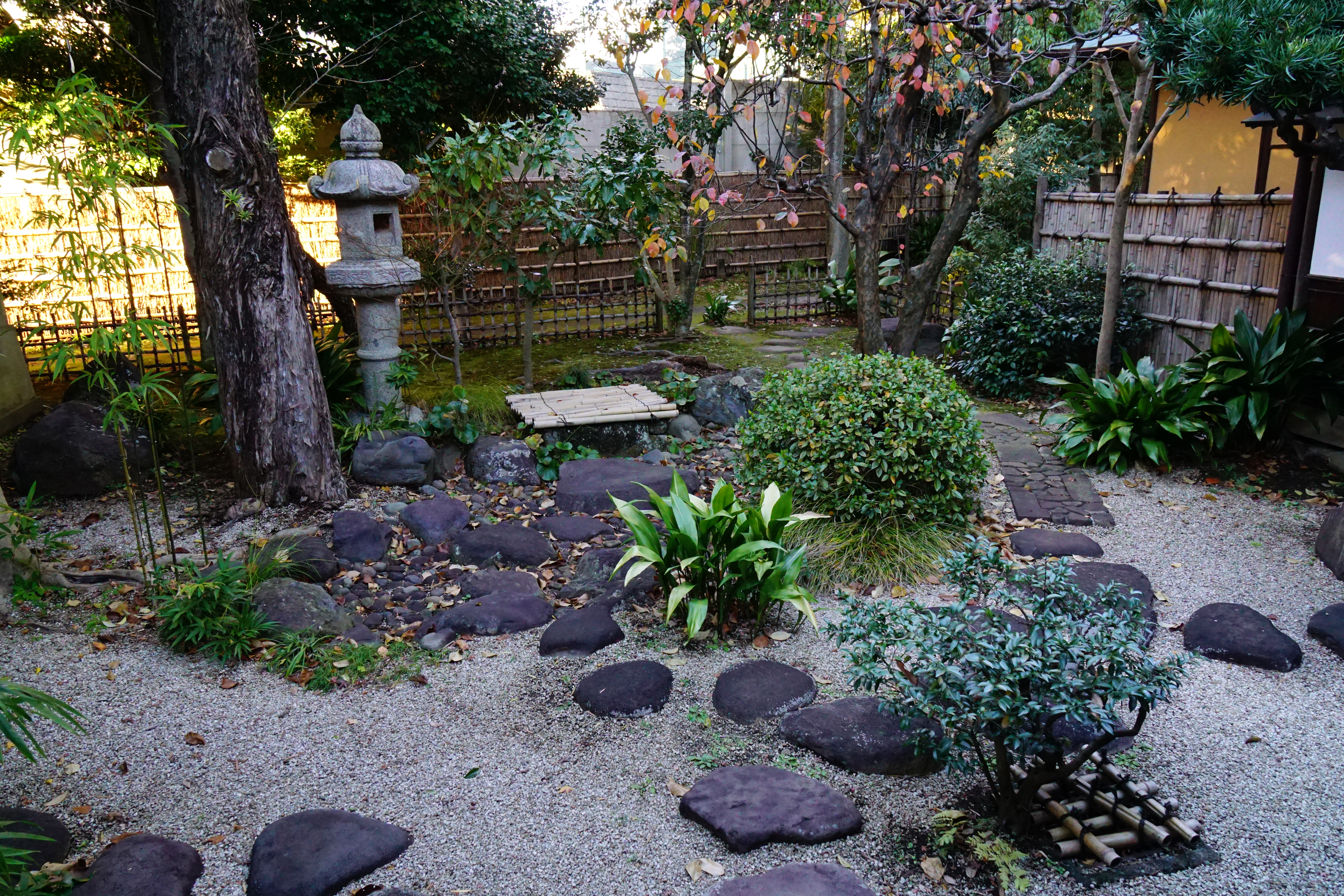
中庭

明治期の小田原には相模湾沿いの海岸地域を中心に、1890年（明治23年）の伊藤博文による「滄浪閣」をはじめ政財界人の別荘群が形成されていた。1901年（明治34年）には小田原城内に御用邸が完成し皇室関係者も小田原に居住するようになった。しかし、1902年（明治35年）の小田原大海嘯により海岸沿いの別荘が大打撃を受けた。
その後は清閑亭のように海を臨む高台に別荘群が形成された。高台は箱根山系からのびる尾根の先端（天神山）にあたり、いずれも旧小田原城三の丸外郭・大外郭として用いられていた場所である。当時の主な別荘所有者としては東から順に黒田長成、山下亀三郎、大田黒重五郎、瓜生外吉、閑院宮載仁親王、益田孝、山縣有朋、清浦奎吾、大倉喜八郎などが挙げられる。
黒田長成は1906年（明治39年）当時、貴族院副議長をつとめ、1903年（明治33年）まで同議長であった近衛篤麿と密接な関係にあった。近衛は学習院小田原移転計画を主導しており、細川潤次郎など学習院関係者でこの頃小田原に別荘をかまえる者が少なくなく、黒田もそのような人的関係から小田原別邸をかまえたものとされる。
特に同時期に隣接して別荘をかまえた閑院宮載仁親王家とは交遊が深く、1914年（大正3年）には黒田長礼（長成長男）と閑院宮茂子女王（載仁次女）との婚儀が整えられた。
1924年（大正13年）枢密顧問官任命後は小田原別邸で過ごす時間が長くなり、周辺地に材をとった多くの漢詩を残している。

## 現状
1939年（昭和14年）黒田長成死去の後、1941年（昭和16年）には浅野侯爵家に譲られ、戦後東京国立博物館館長・浅野長武の自宅として使用された。この浅野家時代に敷地の過半が分譲され、小田原城三の丸外郭の水堀を利用した庭園や広大な梅林が失われた。その後1963年（昭和38年）には第一生命保険社が購入、管理職以上の保養所として使用された。
2005年（平成17年）に母屋が登録有形文化財に登録、2008年（平成19年）に敷地・建物を小田原市が取得、2010年（平成22年）から小田原邸園交流館・清閑亭として一般公開されている。なお山縣有朋小田原別邸・古稀庵で使用されていた長卓が篤志家により寄贈、一般に利用されている。

## 民間利活用における諸問題
2020年に小田原市長に当選した守屋輝彦による肝いりの形で2021年より民間提案制度を導入し、民間事業者に対して利活用する為のプロポーザル方式による募集を行い、9社の提案の中から同市内に本社を持つ飲食業を営む民間企業・JSフードシステムの提案を採択し、2021年12月に同社は小田原市と協定を締結。2024年3月より日本料理店「小田原別邸料理 清閑亭」ととして営業する事となった。
しかし、3月25日の営業開始を前に、営業許可が出る1週間前から会費を徴収して料理を振る舞っていたことが市の調査で判明し、「無許可営業」として神奈川県小田原保健福祉事務所から食品衛生法違反の疑いとして行政指導を受けた。業者側は「導線確認のための練習で営業ではない」と主張しているが、同年2月からプレオープンの形でサービスを行っている実態から、県は「実質的な営業状態」と判断した。また、市と賃貸契約を結ばない形で営業していることから、市側は「市として確認不十分だった」と謝罪している。
その後、市が民間からの提案募集段階で禁止していた国指定史跡内の増築を、業者選定後に業者の要望で一転して認めていたことが同年4月に判明した。市による「史跡小田原城跡保存活用計画」では「史跡や登録有形文化財の価値を保存しながら活用することは推奨するが、清閑亭の利活用のため、史跡の保存等文化財の保存を犠牲にするような『清閑亭の利活用ありき、史跡等の現状変更ありき』の建物等の改修等は一切認めないこととする。」としていた。
同店内で水炊き料理が供されることになっており、当初はIHコンロを使って主屋内で調理するとしていた。ところが、業者側の「IHでは水炊き料理の火力が足りない。ガス火を使うので主屋の外側に厨房が必要」との業者側の意向から、厨房を小田原城跡の土塁の上に建設する事態となり、市もこれを容認した。近隣住民らは悪臭や騒音、景観悪化などへのクレームが続出し「景観にもそぐわず、市民の憩いの場が一企業の利益に独占されている」と反発を集めており、事業見直しを求めるインターネット署名は1800筆以上が集まっている。
無許可営業の件に関連して、2024年4月15日の小田原市議会厚生文教常任委員会では、市の事業者の選出と賃料の妥当性など「業者選定のプロセスが杜撰」として、複数の市議が市に第三者委員会による調査を求めたが、市側は拒否の姿勢を示した。さらに2022年まで続いた一般公開では清閑亭の建物や庭園に無料で自由に立ち入りできたが、現在は庭園に続く道に業者が門と柵を設置し入場を制限しており、庭園の維持管理費が市の負担にもかかわらず、庭に続く門が業者に閉め切られるなど実質的に自由に立ち入りできない状態であるとされ、「庭園と2階を見学する場合は（店の）スタッフに声かけが必要」と市は呼びかけているが、見学方法を説明する案内看板などは設置されていない不備もあるなど、市議会側から市・業者に対して各問題点が追及されている。

## 交通アクセス
- 小田原駅より徒歩約15分